# Jan Łaszowski
Jan Łaszowski herbu Ossoria (zm. przed 2 stycznia 1627 roku) – wojski wieluński w latach 1592–1625.
Poseł na sejm 1611 roku z ziemi wieluńskiej.